# Parigi-Roubaix 1997
La Parigi-Roubaix 1997, novantacinquesima edizione della corsa e valida come terzo evento della Coppa del mondo di ciclismo su strada 1997, fu disputata il 13 aprile 1997, per un percorso totale di 266,5 km. Fu vinta dal francese Frédéric Guesdon, giunto al traguardo con il tempo di 6h38'10" alla media di 40,159 km/h.
Presero il via da Compiègne 177 corridori, 75 di essi portarono a termine la gara.

## Squadre e ciclisti partecipanti
| N.      | Cod. | Squadra                   |
| ------- | ---- | ------------------------- |
| 1-10    | MAP  | Mapei-GB                  |
| 11-18   | ONC  | ONCE                      |
| 21-29   | TEL  | Team Deutsche Telekom     |
| 31-38   | MAG  | MG Maglificio-Technogym   |
| 41-48   | FES  | Festina-Lotus             |
| 51-58   | COF  | Cofidis                   |
| 61-68   | FDJ  | La Française des Jeux     |
| 71-76   | ROS  | Roslotto-ZG Mobili        |
| 81-88   | GAN  | GAN                       |
| 91-98   | TVM  | TVM-Farm Frites           |
| 101-108 | SAE  | Saeco                     |
| 111-118 | RAB  | Rabobank                  |
| 121-127 | CSO  | Casino-C'est votre Equipe |

| N.      | Cod. | Squadra                    |
| ------- | ---- | -------------------------- |
| 131-136 | BAT  | Batik-Del Monte            |
| 141-147 | SCR  | Scrigno-Gaerne             |
| 151-158 | LOT  | Lotto-Mobistar-Isoglass    |
| 161-168 | USP  | US Postal Service          |
| 171-178 | ASI  | Asics-CGA                  |
| 181-188 | REF  | Refin-Mobilvetta           |
| 191-198 | KEL  | Kelme-Costa Blanca         |
| 201-206 | MER  | Mercatone Uno              |
| 211-216 | BRE  | Brescialat-Oyster          |
| 221-226 | MUT  | Mutuelle de Seine-et-Marne |
| 231-238 | BIG  | BigMat-Auber 93            |
| 241-248 | AKI  | Aki-Safi                   |

## Ordine d'arrivo (Top 10)
| Pos. | Corridore          | Squadra        | Tempo   |
| ---- | ------------------ | -------------- | ------- |
| 1    | Frédéric Guesdon   | F. des Jeux    | 6h38'10 |
| 2    | Jo Planckaert      | Lotto-Mobistar | s.t.    |
| 3    | Johan Museeuw      | Mapei-GB       | s.t.    |
| 4    | Andrej Čmil        | Lotto-Mobistar | s.t.    |
| 5    | Davide Casarotto   | Scrigno        | s.t.    |
| 6    | Rolf Sørensen      | Rabobank       | s.t.    |
| 7    | Marc Wauters       | Lotto-Mobistar | s.t.    |
| 8    | Frédéric Moncassin | GAN            | s.t.    |
| 9    | Rolf Aldag         | Deutsche Tel.  | a 14"   |
| 10   | Henk Vogels        | GAN            | a 25"   |